# Ecliptopera subcanescens
Ecliptopera subcanescens är en fjärilsart som beskrevs av W. Warren 1896. Ecliptopera subcanescens ingår i släktet Ecliptopera och familjen mätare. Inga underarter finns listade i Catalogue of Life.